# بيهود (غناباد)
بيهود (بالفارسية: بیهود) هي قرية تقع في قسم زيبد الريفي في إيران. يقدر عدد سكانها بـ 240 نسمة بحسب إحصاء 2016.